# Adalbert Seifriz

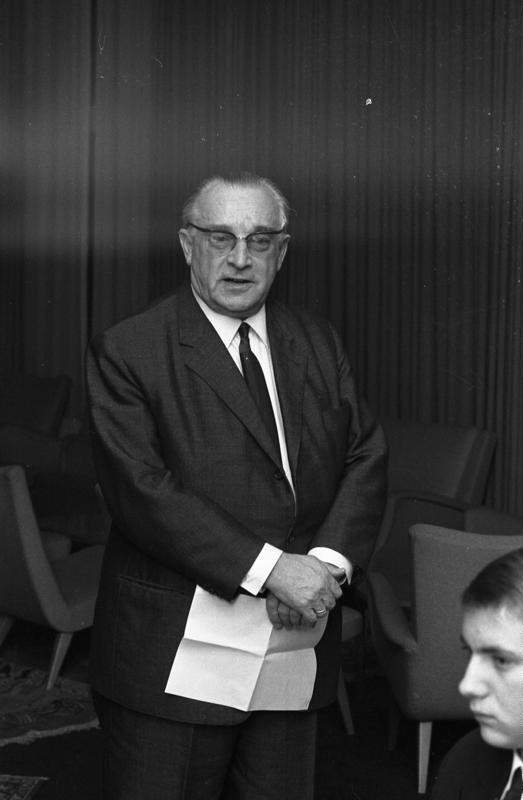
Adalbert Seifriz (1966)

Adalbert Seifriz (* 22. August 1902 in Neresheim; † 23. Februar 1990 in Stuttgart) war ein deutscher Politiker (CDU).

## Leben
Seifriz besuchte die Schule in Ehingen (Donau), Blaubeuren und Ulm, wo er am humanistischen Humboldt-Gymnasium das Abitur machte. Dann studierte er ab 1922 Jura in Tübingen, Heidelberg und Kiel und schloss das Studium 1925 mit dem ersten Staatsexamen ab.  In Tübingen wurde Seifriz Mitglied der katholischen Studentenverbindung AV Guestfalia im CV. Er promovierte 1926 mit der Arbeit Die staatsrechtliche Stellung des württembergischen Staatspräsidenten zum Dr. jur. 1930 wurde er Leiter des Arbeitsamts Schwäbisch Gmünd und 1939 des Arbeitsamts in Aussig.
Nach dem Krieg war er zunächst Textilvertreter, dann Referent beim Wirtschaftsministerium in Württemberg-Baden (1946–1954), bevor er 1955 die Leitung des Landesgewerbeamts und zwei Jahre später des Landesarbeitsamts Baden-Württemberg übernahm. 1960 zog er als Abgeordneter in den Landtag von Baden-Württemberg ein. Am 31. August 1963 legte er sein Mandat nieder. Seine Nachfolgerin wurde Stefanie Roeger.
1963 wurde er von Ministerpräsident Kurt Georg Kiesinger zum Staatssekretär und Bevollmächtigten des Landes Baden-Württemberg beim Bund berufen. Dieses Amt versah er ab 1966 auch unter Ministerpräsident Hans Filbinger, dann war er Minister im Staatsministerium für Bundesangelegenheiten. Sein persönlicher Referent von 1967 bis 1970 war Gustav Wabro. Nach der Landtagswahl 1972 zog sich Seifriz altershalber aus der aktiven Politik zurück, blieb aber noch politischer Berater von Filbinger und dann auch von Lothar Späth.
Von 1968  bis 1978 war er Vorsitzender des Instituts für Auslandsbeziehungen.
Seifriz starb 1990 in Stuttgart. Er war verheiratet mit Maja Seifriz, geborene Spang, und hatte drei Töchter.

## Ehrungen und Auszeichnungen
- Ehrendoktor der Universität Heidelberg
- Ehrensenator der Universität Stuttgart
- 1972: Ehrensenator der Universität Hohenheim
- 1976: Verdienstmedaille des Landes Baden-Württemberg
- 1969: Großes Bundesverdienstkreuz mit Stern
- 1972: Großes Bundesverdienstkreuz mit Stern und Schulterband
- Ritter des Großkreuzes vom Orden des heiligen Papstes Silvester
- Ehrenbürger von Bad Krozingen, Neresheim und Sulzburg